# سرطان‌زایی

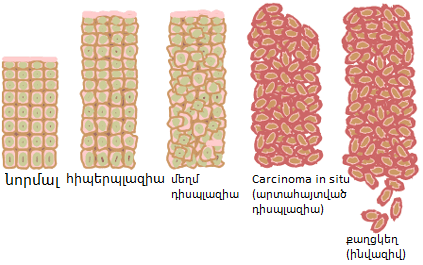
سرطان‌زایی

سرطان‌زایی در ژنتیک به معنی پیدایش سرطان می‌باشد. سرطان‌زایی فرایندی است که در آن یاخته‌هایی که هنجار هستند تبدیل به یاخته‌های ناهنجار سرطانی می‌شوند. در فرایند سرطان‌زایی، دگرگونیهایی در یاخته و ژنتیک یاخته پدید می‌آید که هماهنگی یاخته را در تقسیم یاخته‌ای به هم می‌ریزد و سرانجام تودهٔ بدخیمی را پدید می‌آورد.
تقسیم یاخته یک فرایند ساختاری‌ای است که تقریباً در همهٔ بافتها طی فرایندهای گوناگونی رخ می‌دهد.
در شرایط عادی، تراز میان زایش و مرگ برنامه‌ریزی‌شدهٔ یاخته به کمک تنظیم‌کننده‌های آنها نگهداری می‌شود که در نهایت به یکپارچگی و هم‌نواختی اندامها و بافتها می‌انجامد.
برخی از جهش‌های ژنتیکی در دی‌ان‌آ که به سرطان یا سرطان می‌انجامد، هماهنگی این فرایندها را به هم می‌ریزد.